# Rixi Moncada
Rixi Ramona Moncada Godoy (Talanga, 13 de febrero de 1965) es una maestra, abogada y política hondureña. Es la actual candidata presidencial en las elecciones generales de 2025 por el Partido Libre.
Ejerció en el ámbito privado y en el público, como jueza y magistrada de la jurisdicción penal. En el Ministerio Público y el Congreso Nacional de la República se desempeñó como asesora durante una década. En el gobierno se ha desempeñado en varios puestos, entre ellos secretaria de Trabajo, gerente de la Empresa Nacional de Energía Eléctrica, consejera del Consejo Nacional Electoral, secretaria de Finanzas y secretaria de Defensa Nacional; siendo la primera mujer en ser titular de esta última secretaría en Honduras. 
Moncada ha sido además una de las principales figuras dentro del partido Libertad y Refundación, siendo allegada a su principal fundador, el expresidente Manuel Zelaya y a la presidenta de la República, Xiomara Castro. Tras la llegada de Libre al poder en 2022, al menos 9 familiares de Moncada han sido nombrados en cargos públicos, motivo por la cual es criticada por nepotismo.

## Inicios
Nació en Talanga, Francisco Morazán, Honduras en 1965. Fue criada por sus padres y abuela paterna. Egresó como maestra de la Normal Mixta Pedro Nufio a los 17 años, desempeñándose como docente durante 7 años consecutivos en escuelas rurales y urbanas. 
Se graduó de licenciada en Ciencias Jurídicas y Sociales con orientación en Derecho Penal. Es abogada y notaria pública. Se graduó en la especialidad en Derecho Penal y Procesal Penal de la Universidad Nacional Autónoma de Honduras (UNAH) en 2001, Obtuvo también una especialidad en Derecho Penal y Derecho Constitucional en la Universidad de Salamanca.
Fue jueza de Letras de lo Criminal y también magistrada de la Corte Primera de Apelaciones por 4 años consecutivos. Luego pasó a ser parte del equipo legal del Banco de Crédito y Seguros. Cuando el mismo fue sometido a liquidación forzosa y sus directivos acusados criminalmente por delitos como estafa y manejo irregular de los fondos, Moncada se desempeñó como asesora legal de la defensa en los juzgados. Luego pasó a ser asesora financiera en el Ministerio Público y asesora del fiscal general entre 1999-2003.
Ejerció la docencia en la UNAH, impartiendo las cátedras de Legislación de Menores, Derecho Penal I, Técnica Legislativa en el posgrado de Derecho Penal y Procesal Penal. Es coautora de diversos textos educativos sobre derecho. Fue socia fundadora del Instituto de Estudios Comparados en Ciencias Sociales y Penales, que editó durante varios años la Revista Libertad y Poder, sobre derecho penal y derecho procesal penal.

## Trayectoria política
En el Congreso Nacional asesoró la Comisión de Legislación y de distintas comisiones especiales, en la redacción de anteproyectos, proyectos y dictámenes. Entre dichas leyes se encuentran el Código Procesal Penal, un anteproyecto de Código Penal, la Ley del TSC, la Ley para la Creación del Consejo de la Judicatura, la Ley Forestal y las reformas constitucionales que dieron paso a la nueva forma de elegir los magistrados de la Corte Suprema de Justicia.

### Gobierno de Manuel Zelaya
En 2006, su esposo Enrique Arias, cercano al expresidente Carlos Flores Facussé y muy bien posicionado en el Partido Liberal, logró colocar a Moncada como secretaria de Trabajo del recién iniciado gobierno de Manuel Zelaya. Desde allí se le vinculó con "Los Patricios", el círculo cercano del presidente Zelaya.
En enero de 2008, fue nombrada gerente de la Empresa Nacional de Energía Eléctrica (ENEE), lo cual fue cuestionado por su profesión de abogada. Siendo gerente, el presidente del Tribuna Supremo Electoral, Jacobo Omar Hernández, la acusó de haber creado de manera ilegal la personalidad jurídica de un sindicato de trabajadores dentro de ese ente, mientras era ministra de Trabajo. De 2006 a 2008, Moncada fue además presidenta de las juntas directivas del Instituto Nacional de Formación Profesional (INFOP), del Instituto Hondureño de Seguridad Social (IHSS) y del Instituto Nacional de Jubilaciones y Pensiones de los Empleados y Funcionarios del Poder Ejecutivo (INJUPEMP). También fue activista de la encuesta de la Cuarta Urna que promovía el mandatario, coordinando su promoción en Choluteca.

### Cargos posteriores
Tras el golpe de Estado contra Manuel Zelaya, Moncada lo representó en los diálogos de San José, destinados a solventar la crisis. Fue una de las fundadoras del Frente Nacional de Resistencia Popular, que exigió el retorno de Zelaya al poder y del cual surgiría en 2012 el partido Libre, del cual Moncada fue una de sus fundadoras junto a Zelaya. Dentro de Libre pasó a integrar la Comisión Política y formó parte del equipo que dirigió los procesos electorales primarios y generales desde 2012 hasta 2017. Durante las elecciones de 2013 se desempeñó como representante de Libre ante el extinto Tribunal Supremo Electoral, y desde 2017 hasta noviembre de 2019 fue secretaria de actas de este partido. Estuvo además involucrada en la creación de la Alianza de Oposición contra la Dictadura, de la cual fue secretaria ejecutiva del Consejo Coordinador.

Rixi Moncada como primera mujer presidenta del Consejo Nacional Electoral (CNE) de Honduras.

Trabajó como abogada defensora de Rebeca Santos, exministra de Finanzas en 2009, acusada por fraude. El 10 de septiembre de 2019 fue escogida por el Congreso Nacional como consejera del Consejo Nacional Electoral, siendo su afiliación política un factor determinante. Diez días después, el 20 de septiembre, fue elegida presidenta de este organismo para el periodo 2019-2020.
El 27 de enero de 2022 fue juramentada como titular de la Secretaría de Finanzas, en el marco de la toma de posesión de la presidenta Xiomara Castro, quien asumió el poder ese mismo día. Entre sus primeras acciones, el 24 de febrero, Moncada presentó en Casa Presidencial un informe sobre la situación financiera del país, afirmando que el gobierno de Castro había heredado un Estado en bancarrota con «cifras manipuladas y bajo preceptos de corrupción, con la institucionalidad desplomada y hundida». También afirmó que el presupuesto general de la República aprobado por el gobierno anterior para el año 2022 era falso, corrupto y no reflejaba la realidad del país. Por ello, el presupuesto fue posteriormente modificado por el Congreso.

### Candidatura presidencial
El 1 de enero de 2024, Rixi Moncada presentó su renuncia al cargo de secretaria de Finanzas para enfocarse en su aspiración de obtener la candidatura presidencial en el proceso electoral interno de su partido. Ese mismo mes fue incluida en una nueva comisión del gobierno encargada de negociar con Naciones Unidas la llegada de una Comisión Internacional Contra la Impunidad en Honduras (CICIH) al país. El 30 de agosto anunció que el lanzamiento oficial de su campaña como precandidata sería el 8 de septiembre en el campo las Galeras del departamento de Santa Bárbara.
El 1 de septiembre de 2024 fue juramentada como titular de la Secretaría de Defensa Nacional, designada por la presidenta Xiomara Castro tras la renuncia del exsecretario José Manuel Zelaya Rosales. Con su nombramiento, se convirtió en la primera mujer en asumir este cargo en la historia del país. Al asumir la titularidad de la cartera, expresó su compromiso con la defensa de la soberanía nacional y con el fortalecimiento del rol de las Fuerzas Armadas en la lucha contra amenazas internas como la corrupción y el narcotráfico.
Dicho nombramiento generó polémica debido al posible conflicto de intereses al desempeñarse simultáneamente como secretaria de Estado y precandidata presidencial, además de estar a cargo de las Fuerzas Armadas, encargadas de custodiar el material electoral durante las elecciones. Moncada se defendió recordando que las Fuerzas Armadas pasan al control del Consejo Nacional Electoral un mes antes de las elecciones. La organización Cristosal fue una de los críticos, afirmando que el doble desempeño de Moncada generaba «preocupaciones sobre la imparcialidad y transparencia del proceso electoral», al tener acceso a recursos e influencias dentro del aparato estatal; y también que comprometía el papel neutral que deben tener las Fuerzas Armadas. Dichas suspicacias le valdrían a Moncada críticas por parte de algunos sectores tras los retrasos del material electoral en algunos centros de votación ocurridos durante las elecciones primarias del 9 de marzo de 2025.
Rixi Moncada fue la precandidata presidencial por 6 movimientos internos de Libertad y Refundación, contando con el apoyo de la presidenta Castro y del coordinador de Libre, Manuel Zelaya. Derrotó al diputado Rasel Tomé con el 92.6 % de los votos para ese partido político. El 26 de mayo de 2025 presentó su renuncia al cargo de secretaria de Defensa para continuar con su carrera presidencial de cara a las elecciones generales de noviembre de este año.

## Acusaciones y críticas
Después del golpe de Estado contra el presidente Zelaya en junio de 2009, Rixi Moncada fue vinculada e investigada por actos de corrupción. El 18 de diciembre de 2013, la Dirección Ejecutiva de Ingresos de Honduras bloqueó a más de 2 mil usuarios por problemas relacionados con el Tribunal Superior de Cuentas, entre ellos a Rixi Moncada, a quien se le impidió crear una cuenta de ahorro en dólares porque aparecía en el sistema con «cargos políticos». Moncada presentó un recurso de amparo contra esta determinación.
El 22 de julio de 2009 la Fiscalía contra la Corrupción acusó a Moncada de abuso de autoridad y fraude, por el supuesto sobrevaloramiento en el alquiler de un edificio para la ENEE. En abril de 2010, la Corte declaró un sobreseimiento definitivo a Moncada, el cual fue ratificado en diciembre de 2013, cuando la Corte declaró sin lugar un recurso de apelación de la Fiscalía.
Mientras Moncada fungía como gerente de la ENEE, esta empresa estatal firmó un contrato con Odebrecht para la construcción de dos represas, el cual no fue publicado. Tras el escándalo de corrupción de Oderbrecht, la Fiscalía hondureña inició una investigación, donde estaría implicada Rixi Moncada. En 2018 Moncada dijo que el contrato firmado durante la administración de Zelaya fue «sano y correcto», y había sido modificado perjudicialmente después; también manifestó su apertura a una investigación.
En mayo de 2023, el informe "Concentración de poder" del Consejo Nacional Anticorrupción —sobre el nepotismo en la administración pública desde 2014— criticó la inclusión de 4 hermanos y una sobrina de Moncada en puestos del gobierno. Posteriormente se reveló que también otro hermano, otro sobrino y sus dos hijos ostentaban cargos públicos. Por todo esto, Moncada ha sido criticada por nepotismo.
El 31 de julio de 2025 el empresario estadounidense Murray Farmer anunció que interpuso una demanda por terrorismo contra Rixi Moncada y Manuel Díaz Gáleas, procurador de la República, en una corte del estado de Alabama. Según Farmer, Moncada bloqueó el pago que el Estado de Honduras le debía al empresario por la ejecución de un proyecto en la comunidad de Cantería, tras el huracán Mitch. Farmer es representante de la empresa DRC Inc., acusada en Honduras por fraude contra el Estado.

## Familia
Moncada está casada con Enrique "Kike" Arias, quien fue el diputado más votado en Choluteca en las elecciones internas de 2025. Con él tiene dos hijos: 
- Marcela Arias, nombrada en enero de 2024 representante de la Misión Permanente de Honduras en la oficina de las Naciones Unidas (ONU), en Ginebra, donde en junio de 2024 fue elegida vicepresidenta del Consejo de Derechos Humanos de la ONU;[28] y
- Ramón Ernesto, gerente de País-Honduras en el Banco Centroamericano de Integración Económica (BCIE) desde el 9 de agosto de 2024.

Se le conocen 5 hermanos:
- Nora Magdalena, cónsul en Dallas, Texas,
- Mario Antonio, titular de la Comisión Nacional de Deportes, Educación Física y Recreación (Condepor) desde abril de 2022,[40]
- Oscar Donaldo, subgerente de Regionales de Condepor,
- Marlon Mauricio, jefe de Contrataciones en la Secretaría de Infraestructura y Transporte, y
- Claudia Berónica, inspectora general en el Instituto de la Propiedad y excandidata a diputada por Libre en las elecciones de 2021. Quien además es madre de:
  - Sally Verónica Aguilar Moncada, oficial de transparencia en la Secretaría de Transparencia y Lucha Contra la Corrupción, y
  - Marvin Dassaev, periodista y corresponsal de la cadena iraní HispanTV, exprecandidato a diputado por Francisco Morazán en las elecciones internas de 2025 y exdirector de prensa de Casa Presidencial, hasta febrero de 2023, y exdirector de Despacho Ministerial en el Comité Permanente de Contingencias (COPECO).